# 米胡卜
36°21′11″N 3°28′33″E / 36.35306°N 3.47583°E

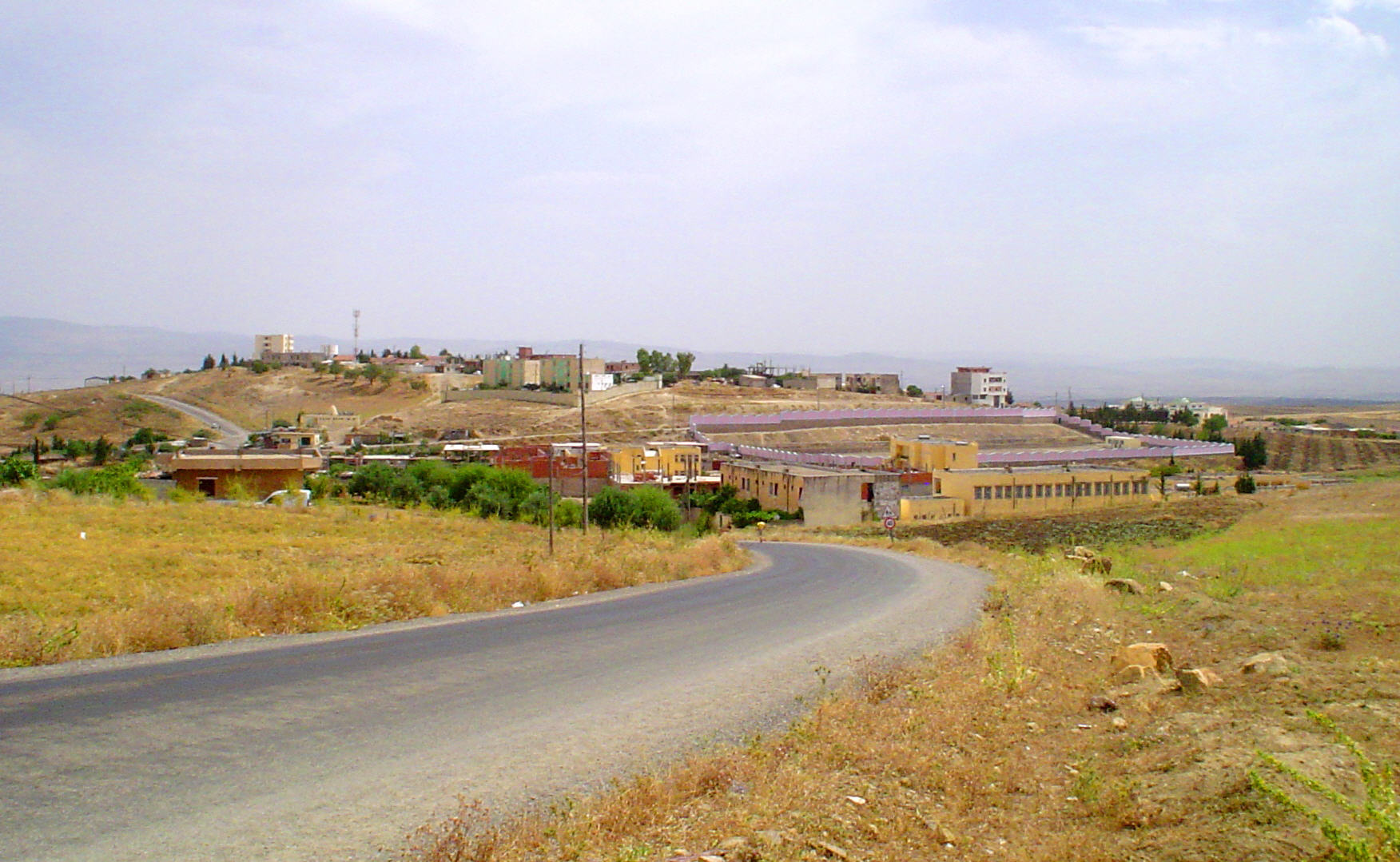

米胡卜（阿拉伯语：‎），是阿爾及利亞的城鎮，位於該國北部麥迪亞省，由阿齊濟耶區負責管轄，面積105平方公里，2008年人口12,191，人口密度每平方公里116人。